# Neutsch
Neutsch ist ein Ortsteil der Gemeinde Modautal im südhessischen Landkreis Darmstadt-Dieburg.

## Geographie
Das Dorf und liegt ca. 15 Kilometer südlich von Darmstadt im vorderen Odenwald am Neutscher Bach, der in die Modau mündet. Es ist ein geschlossenes Dorf mit regelhaftem Grundriss bei doppelseitiger Tallage. Der Ortsteil Neutsch besteht aus der Gemarkung Neutsch. In der Gemarkung liegt der Siedlungsplatz Neutscher Hof. Der Ort ist nur über die Kreisstraße 137 zu erreichen, die in Modau von der Landesstraße 3099 in westlicher Richtung abbiegt.

## Geschichte

### Ortsgeschichte
In den historischen Dokumenten ist der Ort im Laufe der Jahrhunderte unter wechselnden Ortsnamen belegt (in Klammern das Jahr der Erwähnung): Nitz (1370), Nyts (1388), Nytz (1420), Nytze (1457), Nytzs (1488), Neytz (1545), Neitz (1559), Nytze (1602), Neitz (1670) und Neutsch (1722).
Die Geschichte des Ortes geht bis ins 14. Jahrhundert zurück. Die erste bekannte urkundliche Erwähnung ist aus dem Jahr 1347. 1370 verkauft Konrad von Reckershausen mit Einwilligung seines Sohnes Wolf die Vogtei wiedereinlöslich seinem Lehnsherrn Graf Wilhelm von Katzenelnbogen. Im Jahr 1500 belehnte Landgraf Wilhelm von Hessen die von Wallbrunn mit Neutsch. 1722 verkaufen die Brüder Johann Moritz Friedrich von Wallbrunn dem Landgrafen Ernst Ludwig von Hessen Schloss und Gut zu Ernsthofen mit den dazugehörigen Dörfern, nämlich Ernsthofen, Asbach, Hoxhohl, Klein-Bieberau und Neutsch, nebst Gefällen in zwölf weiteren Orten, darunter Ober-Modau, Rodau, Waldhausen, Billings und Meßbach.
Neutsch lag im Gerichtsbezirk der Zent Oberramstadt. Die Zent war in sogenannte „Reiswagen“ eingeteilt, denen jeweils ein Oberschultheiß vorstand, die dem Zentgrafen unterstellt waren. Dieser Bezirk hatte einen Frachtwagen (Reiswagen) einschließlich Zugtieren und Knechten für Feldzüge bereitzustellen. Neutsch gehörte zum „Brandauer Reiswagen“, dem auch noch die Orte Brandau, Neunkirchen, Allertshofen, Hoxhohl, Herchenrod, Lützelbach, Ernsthofen, Klein-Bieberau  und Webern angehörten. Die gesamte Zent Oberramstadt war dem Amt Lichtenberg zugeteilt. Diese Einteilung bestand noch bis zum Beginn des 19. Jahrhunderts.

Die Statistisch-topographisch-historische Beschreibung des Großherzogthums Hessen berichtet 1829 über Neutsch:

„Neutsch (L. Bez. Reinheim) luth. Filialdorf; liegt 3 St. von Reinheim, besteht aus 10 Häusern und hat 94 Einw., die bis auf 8 Kath. lutherisch sind. Der Ort gehörte den Herrn von Wallbrunn und kam 1722 durch Kauf an Hessen. Auf der Höhe bei Neutsch neben der Straße stand früher eine Kapelle.“

Um 1865 gehörte Neutsch zu Ober-Modau.
Hessische Gebietsreform (1970–1977)
Zum 1. Januar 1977 wurden im Zuge der hessischen Gebietsreform die bis dahin selbstständigen Gemeinden Neutsch, Asbach, Brandau, Ernsthofen, Klein-Bieberau und Modautal kraft Landesgesetz zur heutigen Gemeinde Modautal zusammengeschlossen.
Für Neutsch wurde ein Ortsbezirk gebildet.

### Verwaltungsgeschichte im Überblick
Die folgende Liste zeigt die Staaten und Verwaltungseinheiten, denen Neutsch angehört(e):
- vor 1722: Heiliges Römisches Reich, Herren von Wallbrunn
- ab 1722: Heiliges Römisches Reich, Landgrafschaft Hessen-Darmstadt (durch Kauf), Obergrafschaft Katzenelnbogen, (1787: Amt Lichtenberg, Zent Oberramstadt, Brandauer Reiswagen)
- ab 1803: Heiliges Römisches Reich, Landgrafschaft Hessen-Darmstadt, Fürstentum Starkenburg, Amt Lichtenberg
- ab 1806: Großherzogtum Hessen,[Anm. 2] Fürstentum Starkenburg, Amt Lichtenberg[14]
- ab 1815: Großherzogtum Hessen, Provinz Starkenburg, Amt Lichtenberg
- ab 1821: Großherzogtum Hessen, Provinz Starkenburg, Landratsbezirk Reinheim[Anm. 3]
- ab 1832: Großherzogtum Hessen, Provinz Starkenburg, Kreis Dieburg
- ab 1848: Großherzogtum Hessen, Regierungsbezirk Dieburg
- ab 1852: Großherzogtum Hessen, Provinz Starkenburg, Kreis Dieburg
- ab 1871: Deutsches Reich, Großherzogtum Hessen, Provinz Starkenburg, Kreis Dieburg
- ab 1918: Deutsches Reich, Volksstaat Hessen, Provinz Starkenburg, Kreis Dieburg
- ab 1938: Deutsches Reich, Volksstaat Hessen, Landkreis Darmstadt[15][Anm. 4]
- ab 1945: Deutsches Reich, Deutsches Reich, Amerikanische Besatzungszone,[Anm. 5] Groß-Hessen, Regierungsbezirk Darmstadt, Landkreis Darmstadt
- ab 1946: Deutsches Reich, Amerikanische Besatzungszone, Hessen, Regierungsbezirk Darmstadt, Landkreis Darmstadt
- ab 1949: Deutsches Reich, Bundesrepublik Deutschland, Hessen, Regierungsbezirk Darmstadt, Landkreis Darmstadt
- ab 1977: Bundesrepublik Deutschland, Hessen, Regierungsbezirk Darmstadt, Landkreis Darmstadt-Dieburg, Gemeinde Modautal

### Gerichte
Neutsch gehörte zum Zentgericht Oberramstadt. In der Landgrafschaft Hessen-Darmstadt wurde mit Ausführungsverordnung vom 9. Dezember 1803 das Gerichtswesen neu organisiert. Für das Fürstentum Starkenburg wurde das „Hofgericht Darmstadt“ als Gericht der zweiten Instanz eingerichtet. Die Rechtsprechung der ersten Instanz wurde durch die Ämter bzw. Standesherren vorgenommen.
Damit war für Neutsch das Amt Lichtenberg zuständig. Das Hofgericht war für normale bürgerliche Streitsachen Gericht der zweiten Instanz, für standesherrliche Familienrechtssachen und Kriminalfälle die erste Instanz. Übergeordnet war das Oberappellationsgericht Darmstadt. Die Zentgerichte hatten damit ihre Funktion verloren.
Mit Bildung der Landgerichte im Großherzogtum Hessen war ab 1821 das Landgericht Lichtenberg das Gericht erster Instanz, zweite Instanz war das Hofgericht Darmstadt. Es folgten:
- ab 1848: Landgericht Reinheim (Verlegung von Lichtenberg nach Reinheim), zweite Instanz: Hofgericht Darmstadt
- ab 1879: Amtsgericht Reinheim, zweite Instanz: Landgericht Darmstadt
- ab 1968: Amtsgericht Darmstadt mit der Auflösung des Amtsgerichts Reinheim, zweite Instanz: Landgericht Darmstadt

## Bevölkerung

### Einwohnerstruktur 2011
Nach den Erhebungen des Zensus 2011 lebten am Stichtag, dem 9. Mai 2011 in Neutsch 246 Einwohner. Darunter waren 6 (2,4 %) Ausländer. Nach dem Lebensalter waren 45 Einwohner unter 18 Jahren, 93 zwischen 18 und 49, 60 zwischen 50 und 64 und 48 Einwohner waren älter. Die Einwohner lebten in 102 Haushalten. Davon waren 30 Singlehaushalte, 27 Paare ohne Kinder und 36 Paare mit Kindern, sowie 6 Alleinerziehende und 3 Wohngemeinschaften. In 24 Haushalten lebten ausschließlich Senioren und in 66 Haushaltungen lebten keine Senioren.

### Einwohnerentwicklung
| • 1629: | 010 Hausgesesse          |
| • 1806: | 085 Einwohner, 11 Häuser |
| • 1829: | 094 Einwohner, 10 Häuser |
| • 1867: | 133 Einwohner, 16 Häuser |

| Neutsch: Einwohnerzahlen von 1791 bis 2020 | Neutsch: Einwohnerzahlen von 1791 bis 2020 | Neutsch: Einwohnerzahlen von 1791 bis 2020 | Neutsch: Einwohnerzahlen von 1791 bis 2020 | Neutsch: Einwohnerzahlen von 1791 bis 2020 |
| --- | ------------------------------------------ | ------------------------------------------ | ------------------------------------------ | ------------------------------------------ |
| Jahr |                                            |                                            |                                            | Einwohner                                  |
| 1791 | 1791                                       |                                            | 66                                         | 66                                         |
| 1800 | 1800                                       |                                            | 81                                         | 81                                         |
| 1806 | 1806                                       |                                            | 85                                         | 85                                         |
| 1829 | 1829                                       |                                            | 94                                         | 94                                         |
| 1834 | 1834                                       |                                            | 98                                         | 98                                         |
| 1840 | 1840                                       |                                            | 98                                         | 98                                         |
| 1846 | 1846                                       |                                            | 87                                         | 87                                         |
| 1852 | 1852                                       |                                            | 105                                        | 105                                        |
| 1858 | 1858                                       |                                            | 120                                        | 120                                        |
| 1864 | 1864                                       |                                            | 131                                        | 131                                        |
| 1871 | 1871                                       |                                            | 130                                        | 130                                        |
| 1875 | 1875                                       |                                            | 133                                        | 133                                        |
| 1885 | 1885                                       |                                            | 153                                        | 153                                        |
| 1895 | 1895                                       |                                            | 158                                        | 158                                        |
| 1905 | 1905                                       |                                            | 140                                        | 140                                        |
| 1910 | 1910                                       |                                            | 137                                        | 137                                        |
| 1925 | 1925                                       |                                            | 148                                        | 148                                        |
| 1939 | 1939                                       |                                            | 104                                        | 104                                        |
| 1946 | 1946                                       |                                            | 252                                        | 252                                        |
| 1950 | 1950                                       |                                            | 249                                        | 249                                        |
| 1956 | 1956                                       |                                            | 190                                        | 190                                        |
| 1961 | 1961                                       |                                            | 205                                        | 205                                        |
| 1967 | 1967                                       |                                            | 190                                        | 190                                        |
| 1970 | 1970                                       |                                            | 177                                        | 177                                        |
| 1980 | 1980                                       |                                            | ?                                          | ?                                          |
| 1990 | 1990                                       |                                            | ?                                          | ?                                          |
| 2000 | 2000                                       |                                            | ?                                          | ?                                          |
| 2007 | 2007                                       |                                            | 247                                        | 247                                        |
| 2010 | 2010                                       |                                            | 245                                        | 245                                        |
| 2011 | 2011                                       |                                            | 246                                        | 246                                        |
| 2015 | 2015                                       |                                            | 247                                        | 247                                        |
| 2020 | 2020                                       |                                            | 283                                        | 283                                        |
| Datenquelle: Historisches Gemeindeverzeichnis für Hessen: Die Bevölkerung der Gemeinden 1834 bis 1967. Wiesbaden: Hessisches Statistisches Landesamt, 1968. Weitere Quellen: LAGIS; 1791; 1800; Gemeinde Modautal:; Zensus 2011 |                                            |                                            |                                            |                                            |

### Historische Religionszugehörigkeit
| • 1829: | 86 lutheranische (= 91,49 %) und 8 katholische (= 8,51 %) Einwohner |
| • 1961: | 155 evangelische (= 75,61 %), 46 katholische (= 22,44 %) Einwohner  |

## Politik
Für Neutsch besteht ein Ortsbezirk (Gebiete der ehemaligen Gemeinde Neutsch) mit Ortsbeirat und Ortsvorsteher nach der Hessischen Gemeindeordnung. Der Ortsbeirat besteht aus fünf Mitgliedern. Bei den Kommunalwahlen in Hessen 2021 betrug die Wahlbeteiligung zum Ortsbeirat Neutsch 76,82 %. Alle Kandidaten gehörten der Liste „Bürger für Neutsch“ an. Der Ortsbeirat wählte Corinne Böckstiegel zur Ortsvorsteherin.

## Wappen
Im Dezember 1950 wurde der Gemeinde Neutsch durch das Hessische Staatsministerium das Recht zur Führung eines Wappens verliehen.

## Regelmäßige Veranstaltungen
- Juli: Kerb (Am zweiten Juliwochenende)[24]

## Ortsansichten

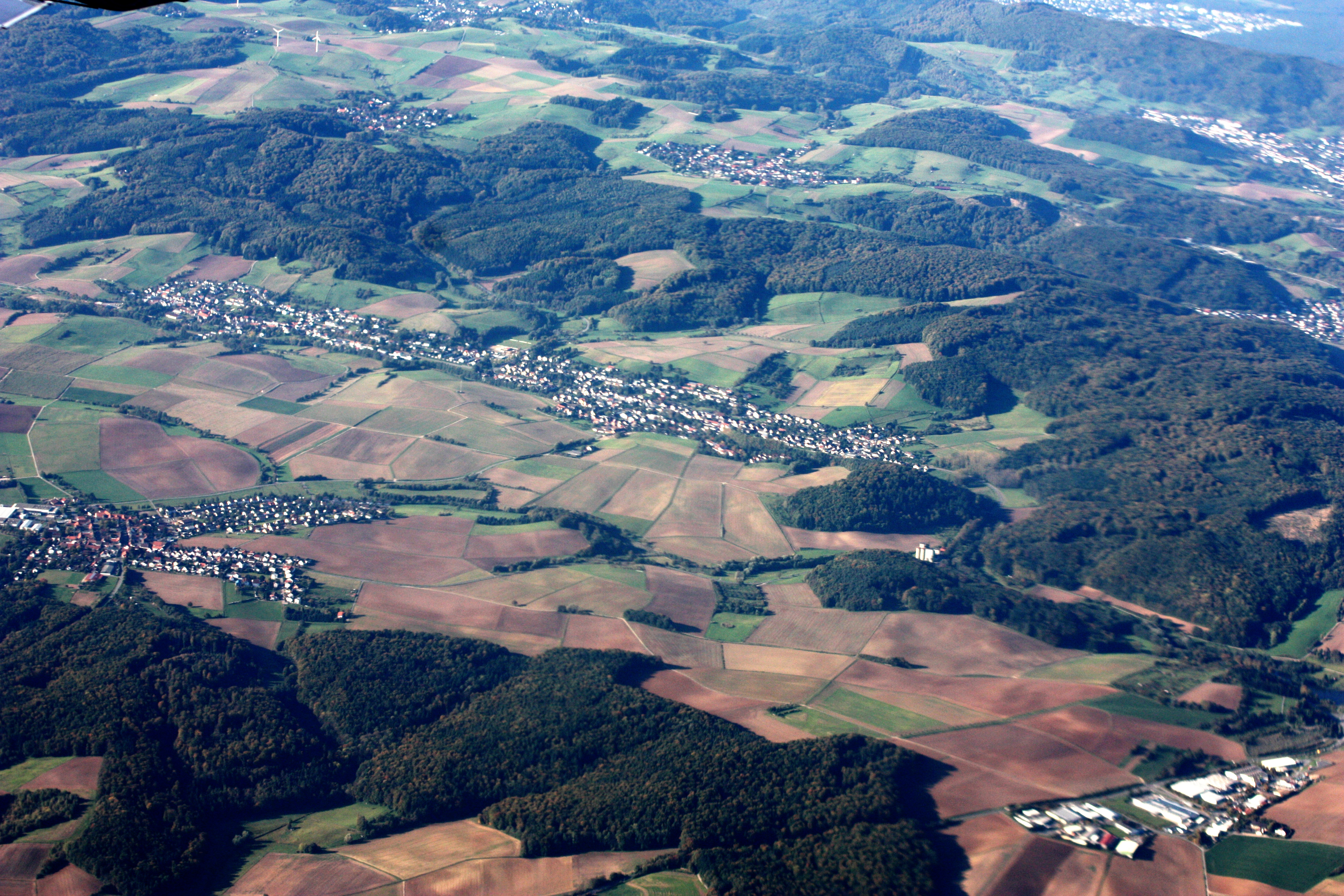
Luftaufnahme von Neutsch (links oben) (2010)
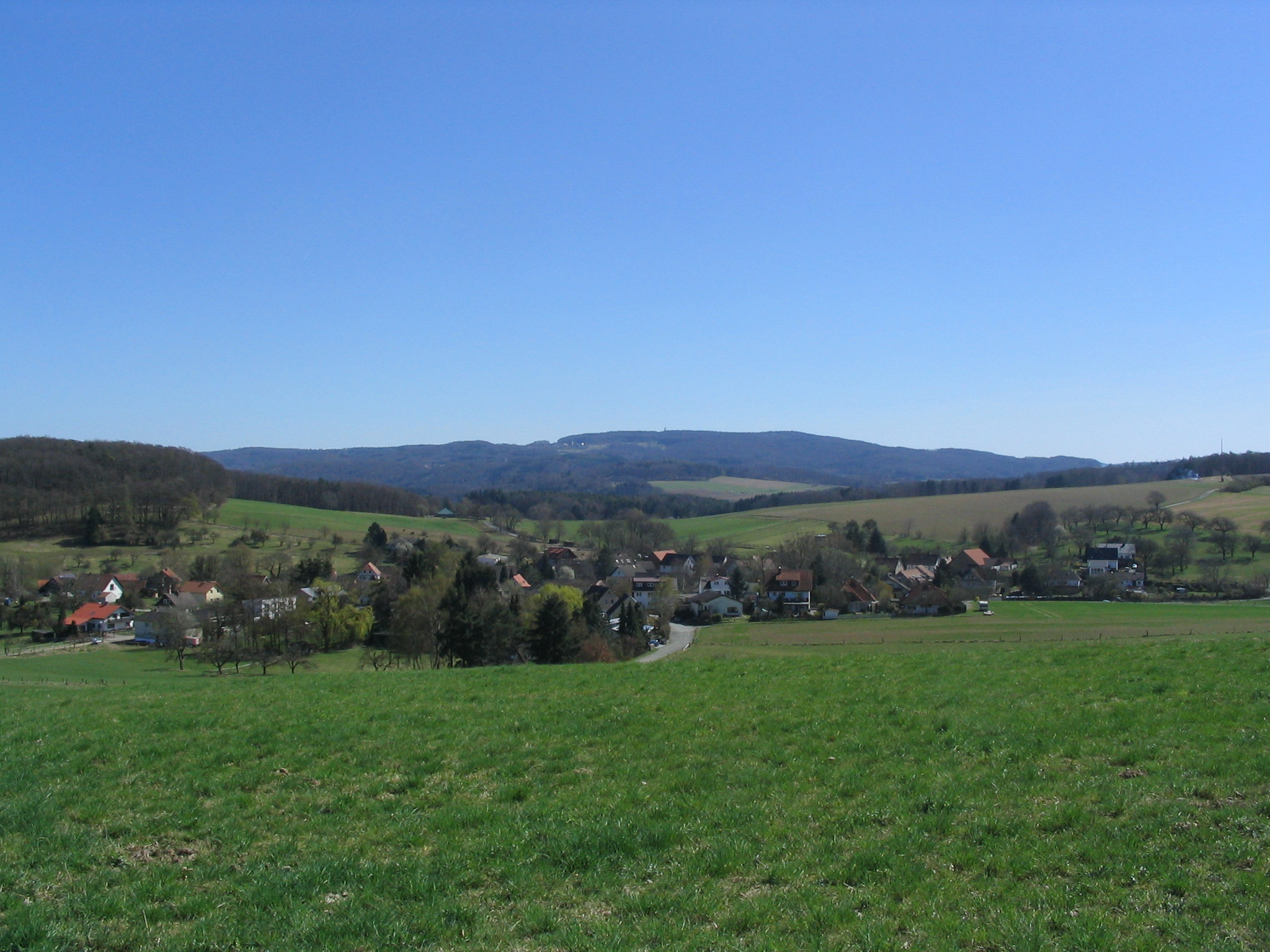
Neutsch (2012)
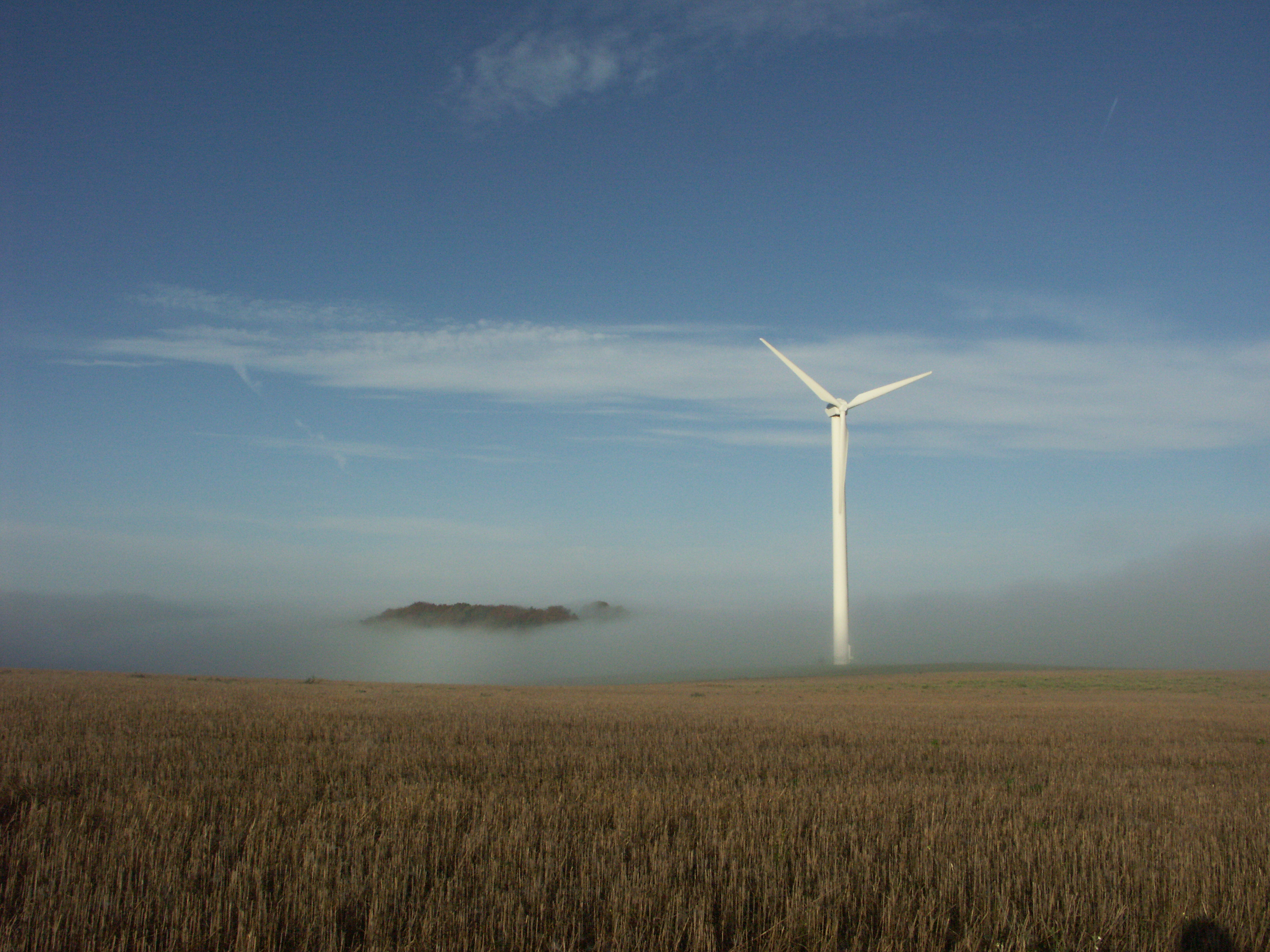
Windräder auf der Neutscher Höhe (2006)
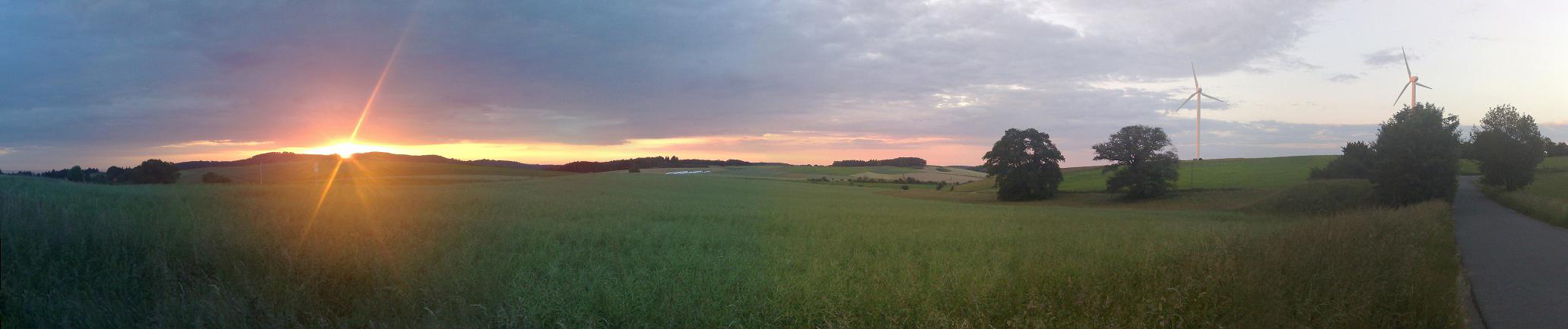
Neutscher Höhe (2009)